# Cicleni, Caraș-Severin
Cicleni este un sat în comuna Turnu Ruieni din județul Caraș-Severin, Banat, România.

## Legături externe

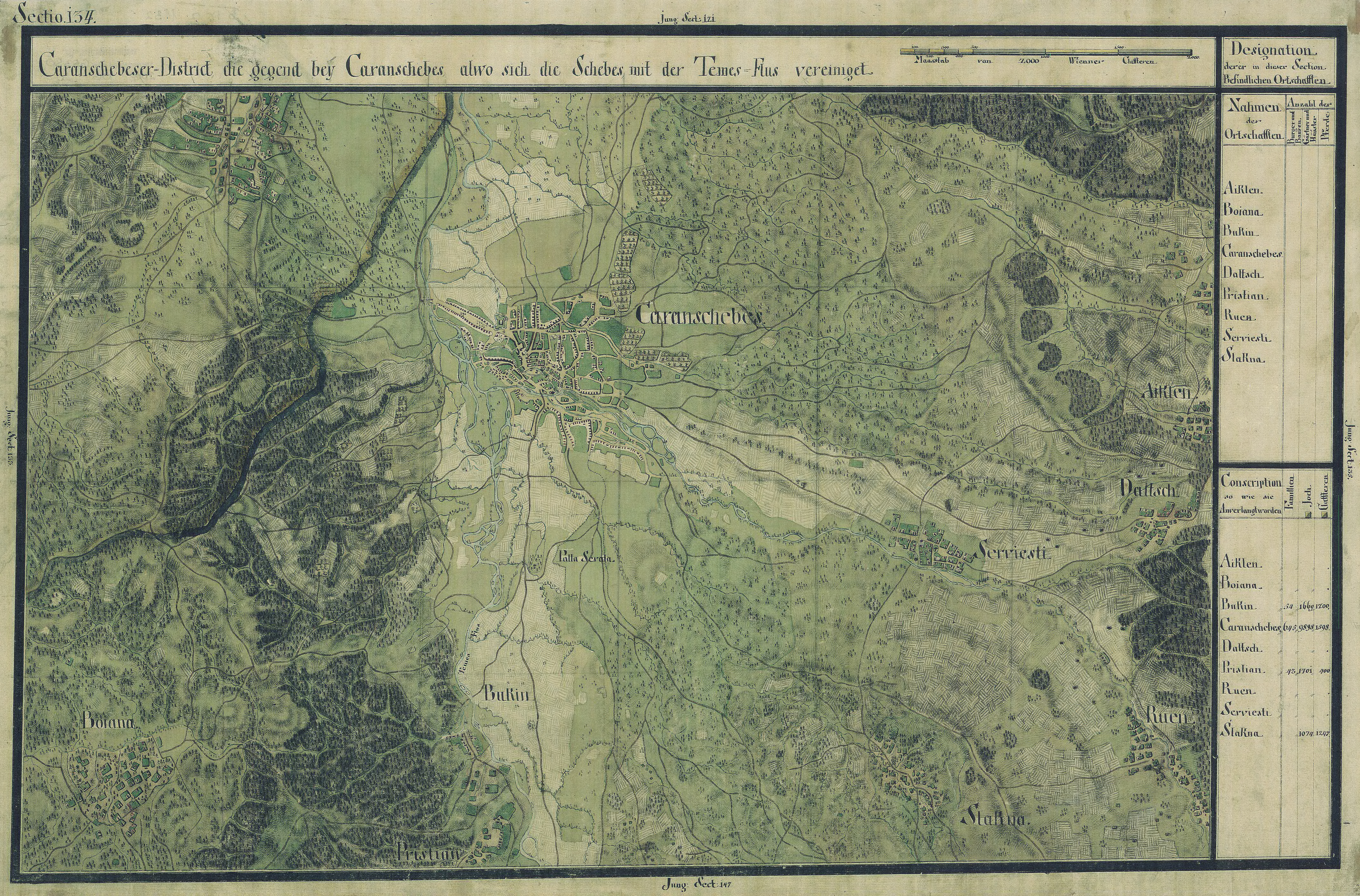
Cicleni în Harta Iosefină a Banatului, 1769-72